# Marvin Rutsch
Marvin Rutsch (* 13. März 1998 in Minden) ist ein deutscher American-Football-Spieler auf der Position des Wide Receivers.

## Werdegang
Rutsch begann 2013 in der Jugend der München Rangers mit dem American Football und wurde nach seiner ersten Saison als Rookie des Jahres ausgezeichnet. Beim Länderturnier 2014 und 2015 war er zudem Teil der bayerischen Landesjugendauswahl Warriors. 2015 schloss sich Rutsch den Munich Cowboys an. Nach der Junioren-Saison wurde Rutsch 2016 als Runningback in den Herrenkader aufgenommen. In seinen ersten sechs Spielen in der GFL erzielte er 140 Rushing Yards und fing zudem einen Touchdown. Aufgrund seines Umzugs nach Frankfurt verließ Rutsch die Cowboys, um ab der GFL-Saison 2018 für die Marburg Mercenaries aufzulaufen. In seinem zweiten Jahr in Marburg wechselte Rutsch auf die Receiver-Position und harmonierte dabei mit Quarterback Jakeb Sullivan. So verzeichnete er 1.018 Receiving- und 181 Rushing-Yards für insgesamt drei Touchdowns und lag mit 112 Receptions ligaweit auf dem zweiten Rang. Damit war er ein entscheidender Faktor beim Viertelfinaleinzug der Mercenaries. Aufgrund seiner Leistungen wurde er in das GFL Süd All-Star Team berufen.
Im Dezember 2019 wurde Rutsch als Neuzugang bei der Frankfurt Universe vorgestellt. Dort kam er allerdings nie zum Einsatz, da die Saison 2020 wegen der Covid-19-Pandemie abgesagt werden musste. Gemeinsam mit einem Großteil des Universe Trainerstabs und Kaders schloss er sich für die Premierensaison der European League of Football (ELF) 2021 der Frankfurt Galaxy an. Am zweiten Spieltag erzielte Rutsch beim Auswärtsspiel gegen Stuttgart Surge seinen ersten Touchdown in der ELF. Mit der Galaxy erreichte er das ELF Championship Game in Düsseldorf, das die Frankfurter mit 32:30 gegen die Hamburg Sea Devils gewannen. Im Januar 2022 wurde Rutsch in den erweiterten Kader der deutschen Nationalmannschaft berufen. In der ELF-Saison 2022 stand Rutsch erneut bei der Galaxy unter Vertrag. Beim Heimspiel gegen die Cologne Centurions in der siebten Spielwoche war Rutsch mit zwölf gefangenen Pässen für 91 Yards und zwei Touchdowns Matchwinner. Mit einer Bilanz von acht Siegen zu vier Niederlagen belegte Galaxy den dritten Rang in der Central Conference und verpasste somit die Playoffs.
Für die Saison 2023 unterschrieb Rutsch einen Vertrag beim neu gegründeten ELF-Franchise Munich Ravens. Kein anderer deutscher Spieler fing mehr Bälle im Jahr 2023 als Marvin Rutsch. Der Wide Receiver wurde im November 2023 auch für eine zweite Spielzeit bei den Munich Ravens unter Vertrag genommen.

## Statistiken
| Jahr                                            | Team                | Spiele | Starts | Receiving | Receiving | Receiving | Receiving | Receiving | Receiving | Rushing | Rushing | Rushing | Rushing | Rushing |
| Jahr                                            | Team                | Spiele | Starts | Rec       | Tgt       | Yds       | Avg       | TD        | Lng       | Att     | Yds     | Avg     | TD      | Lng     |
| ----------------------------------------------- | ------------------- | ------ | ------ | --------- | --------- | --------- | --------- | --------- | --------- | ------- | ------- | ------- | ------- | ------- |
| German Football League                          |                     |        |        |           |           |           |           |           |           |         |         |         |         |         |
| 2016                                            | Munich Cowboys      | 6      |        | 1         |           | 14        | 14,0      | 1         | 14        | 38      | 140     | 3,7     | 0       | 13      |
| 2017                                            | Munich Cowboys      | 2      |        | 3         |           | 4         | 1,3       | 0         | 6         | –       | –       | –       | –       | –       |
| 2018                                            | Marburg Mercenaries | 11     |        | 34        |           | 346       | 10,2      | 3         | 52        | 10      | 24      | 2,4     | 0       | 13      |
| 2019                                            | Marburg Mercenaries | 15     |        | 112       |           | 1.018     | 9,1       | 2         | 42        | 30      | 181     | 6,0     | 1       | 75      |
| GFL Gesamt                                      | GFL Gesamt          | 34     |        | 150       |           | 1.382     | 9,2       | 6         | 52        | 78      | 345     | 4,4     | 1       | 75      |
| European League of Football                     |                     |        |        |           |           |           |           |           |           |         |         |         |         |         |
| 2021                                            | Frankfurt Galaxy    | 10     | 18     | 34        | 050       | 388       | 11,4      | 2         | 35        | 09      | 33      | 3,6     | 0       | 07      |
| 2022                                            | Frankfurt Galaxy    | 11     | 11     | 48        | 062       | 387       | 08,1      | 5         | 26        | 10      | 52      | 5,2     | 0       | 13      |
| 2023                                            | Munich Ravens       | 12     | 11     | 76        | 097       | 708       | 09,3      | 3         | 32        | 34      | 194     | 5,7     | 1       | 35      |
| ELF Gesamt                                      | ELF Gesamt          | 33     | 30     | 158       | 209       | 1.483     | 9,4       | 10        | 35        | 53      | 279     | 5,3     | 1       | 35      |
| Quellen: stats.gfl.info, sportsmetrics.football |                     |        |        |           |           |           |           |           |           |         |         |         |         |         |

Anmerkung: In den Statistiken der GFL werden weder die Anzahl der Einsätze in der Startaufstellung noch Targets ausgewiesen
| Jahr                                                   | Team                | Spiele | Starts | Receiving | Receiving | Receiving | Receiving | Receiving | Receiving | Rushing | Rushing | Rushing | Rushing | Rushing |
| Jahr                                                   | Team                | Spiele | Starts | Rec       | Tgt       | Yds       | Avg       | TD        | Lng       | Att     | Yds     | Avg     | TD      | Lng     |
| ------------------------------------------------------ | ------------------- | ------ | ------ | --------- | --------- | --------- | --------- | --------- | --------- | ------- | ------- | ------- | ------- | ------- |
| German Football League                                 |                     |        |        |           |           |           |           |           |           |         |         |         |         |         |
| 2019                                                   | Marburg Mercenaries | 1      |        | 3         |           | 26        | 8,7       | 0         | 14        | –       | –       | –       | –       | –       |
| GFL Gesamt                                             | GFL Gesamt          | 1      |        | 3         |           | 26        | 8,7       | 0         | 14        | –       | –       | –       | –       | –       |
| European League of Football                            |                     |        |        |           |           |           |           |           |           |         |         |         |         |         |
| 2021                                                   | Frankfurt Galaxy    | 02     | 02     | 05        | 009       | 089       | 17,8      | 1         | 55        | 01      | 07      | 7,0     | 0       | 07      |
| ELF Gesamt                                             | ELF Gesamt          | 02     | 02     | 05        | 009       | 089       | 17,8      | 1         | 55        | 01      | 07      | 7,0     | 0       | 07      |
| Quellen: stats.gfl.info, stats.europeanleague.football |                     |        |        |           |           |           |           |           |           |         |         |         |         |         |

## Privates
Rutsch begann 2018 in Frankfurt am Main ein Studium.